# Satyrus postpupillata
Satyrus postpupillata är en fjärilsart som beskrevs av Ramon Agenjo Cecilia 1963. Satyrus postpupillata ingår i släktet Satyrus och familjen praktfjärilar. Inga underarter finns listade.